# ゆきしたたりほし
『ゆきしたたりほし』は、日本のヴィジュアル系ロックバンドであるメガマソが2007年3月21日にリリースした1作目のアルバム（フルアルバム）である。

## 販売形態
- ゆきしたたりほし 限定版 （CD＋DVD）
- ゆきしたたりほし 通常盤 （CD）

## 収録曲
1. 新月の水たまりより
  - 作詞・作曲：涼平
2. トローネエンゼル
  - 作詞・作曲：涼平
3. FM1
  - 作詞・作曲：涼平
4. 鞦韆
  - 作詞・作曲：涼平
  - 曲名の「鞦韆」はブランコを指す単語で、曲名としては「ふららこ」または「ゆさはり」と読み[1]曲中ではそのまま「ブランコ」と歌っているが、涼平曰くその他の読み方で読んでも間違いではないとのこと[2]。
  - 歌詞についてはブログで「小学校６年～今の僕について[3]」と解説している他、後にシングル「MISS WAVES/VIPER」に「由佐波利」として再録された際のインタビューで、「元々は僕が小学生の時に住んでいたマンションの向かいに公園があって、そこでブランコを漕いでいた記憶から作った曲なんです。[4]」と語っている。
  - ボーカルのインザーギは、この曲の歌詞の一節を見て「そんな歌詞初めてだ」と驚きを見せた[5]。
5. number MIDI.
  - 作詞・作曲：涼平
6. 展覧会のネリオリ
  - 作詞・作曲：涼平
  - タイトルにある「ネリオリ」について、涼平は後にシングル「MISS WAVES/VIPER」に「展覧会のネリ・オリ」として再録された際のインタビューで、「“ネリ”と“オリ”という2人の名前で、男の子と女の子なんですよ。[4]」と語っている。
7. BULLET SONG
  - 作詞・作曲：涼平
8. 柔らかい鉱床、深海
  - 作詞・作曲：涼平
  - 歌詞は「海老が女性の遺体に恋をする[6]」というもので、この曲の歌詞を紹介した自身のブログのタイトルにも「死体[7]」とある。
9. パラディサヘイロー
  - 作詞・作曲：涼平
  - ライブDVD 「Mega-star Tokyo」 特典CD収録曲。
10. Laughter at lump of flesh
  - 作詞・作曲：涼平
11. マンドレイクウサギコナグスリ
  - 作詞・作曲：涼平
  - 彩冷える（アヤビエ）在籍時に発表したミニアルバム「鉄の島」の続編とも言える楽曲で、この曲の歌詞を紹介した自身のブログにもそれを思わせる記述がある[8]。
  - この曲のヴァイオリンパートは涼平の実弟が演奏したものである[9]。

- 限定版特典
  - DVD 「トローネエンゼル」 PV